# Weddersleben
Weddersleben is een plaats en voormalige gemeente in de Duitse deelstaat Saksen-Anhalt, en maakt deel uit van de Landkreis Harz.
Weddersleben telt 1.072 inwoners.